# Aleksej Beresutskij
Aleksej Vladimirovitj Beresutskij (på russisk Алексей Владимирович Березуцкий, født 20. juni 1982 i Moskva, Sovjetunionen) er en russisk fodboldspiller (midterforsvarer/venstre back). Han spiller hos CSKA Moskva i den russiske liga, og er tvillingebror til en anden russisk fodboldspiller, Vasilij Beresutskij.
Beresutskij har spillet hele sin professionelle karriere i russisk fodbold, hvor han startede hos den lille Moskva-klub Torpedo-ZIL. Før 2002-sæsonen skiftede han til storklubben CSKA Moskva. Her har han siden da spillet flere hundrede kampe, og har blandt andet været med til at vinde hele fem russiske mesterskaber samt UEFA Cuppen i 2005. Beresutskij spillede en afgørende rolle i UEFA-Cup triumfen i 2005, da han i finalen mod Sporting Lissabon scorede det udlignende mål til 1-1. CSKA vandt til slut kampen 3-1.

## Landshold
Beresutskij har (pr. juni 2014) spillet 51 kampe for Ruslands landshold. Han var en del af den russiske trup der nåede semifinalerne ved EM i 2008, og deltog også ved EM i 2012.